# Anilios waitii
Anilios waitii är en ormart som beskrevs av Boulenger 1895. Anilios waitii ingår i släktet Anilios och familjen maskormar. Inga underarter finns listade i Catalogue of Life.
Denna orm förekommer i västra och sydvästra Australien. Den lever i savanner och i öppna skogar. Anilios waitii gräver i lövskiktet och i det översta jordlagret. Den har larver av myror och termiter som föda. Honor lägger ägg.
För beståndet är inga hot kända. Hela populationen anses vara stabil. IUCN listar arten som livskraftig (LC).